# 暗黑冠軍路
是一部2014年贝尼特·米勒执导的美国传记片，编剧是E·麦克斯·弗赖伊和丹·福特曼，改编自1984年洛杉磯奧運會自由式摔跤项目金牌得主马克·舒尔茨的传记，史提夫·加維、查寧·坦圖和马克·鲁法洛主演。导演米勒赢得第67屆坎城影展最佳导演奖。美国于2015年1月16日上映。获得奥斯卡最佳导演和最佳男主角等五项提名。
片名“Foxcatcher”是片中主角老板杜邦在宾夕法尼亚州创立的一个摔跤俱乐部的名字。

## 剧情
讲述1984年洛杉矶奥运会摔跤冠军运动员马克·舒尔茨在得到老板约翰·杜邦的青睐后，加入到其所办的“Foxcatcher”俱乐部后进行训练并参加1987年世界摔跤锦标赛和1988年汉城奥运会比赛的故事。主要刻画了杜邦与马克之间的微妙关系，以及马克之兄长戴夫·舒尔茨最终被杜邦枪杀之悲剧。

## 角色
- 史提夫·加維 飾 约翰·厄留梯尔·杜邦（英语：John Eleuthère du Pont），“狐狸猎手”摔跤俱乐部老板、教练
- 查寧·坦圖 飾 马克·舒尔茨，1984年洛杉矶奥运会82公斤级自由式摔跤项目金牌得主[7]
- 马克·鲁法洛 飾 戴夫·舒尔茨，马克的哥哥，1984年洛杉矶奥运会74公斤级自由式摔跤项目金牌得主
- 凡妮莎·蕾格烈芙 飾 杜邦的母亲[8]
- 席艾娜·米勒 飾 南西·舒尔茨，戴夫的妻子[8]
- 安东尼·迈克尔·豪尔 飾 杜邦的助手[7]

## 制作
导演贝尼特·米勒从2010年开始构思这部电影。2012年10月15日在宾夕法尼亚州开拍，2013年1月杀青。

## 评价
影片在烂番茄保持87%的好评率。一些评论认为史提夫·加維将会获得奥斯卡最佳男主角提名。
新浪影评认为：“电影大部分在室内拍摄，没有阳光的灰色画面，突出了沉重压抑的气氛。片中对人性阴暗一面的刻画，带著浓厚的莎士比亚悲剧性质。史蒂夫-卡瑞尔饰演的约翰-杜邦无疑为本片加添了不少深度，他说话的声音和神态，令人想起发动第二次伊拉克战争的美国前总统小布什。它是一部发人深省的电影，尤其是对金钱至上的美国社会的尖锐批评。它探讨了许多心理和社会伦理方面的问题。金钱和权力歪曲人性，令人堕落的可怕力量，早在上世纪90年代就已如此，目前这种情况只有变本加厉，而且蔓延到全世界。这部在手法上很传统的影片，由于结构严谨，演员出色，导演对真实事件抽丝剥茧的艺术处理结果，从头到尾都能维持着一股张力，是一部在各个方面都很出色的电影。”
馬克·舒爾茨本人則對電影有許多批評，他認為導演扭曲了事實，對電影情節影射杜邦跟他之間有同性戀曖昧之情，特別不满。

## 奖项
|                      | 奖项                       | 获提名者                            | 结果   | Ref(s)        |
| 第87届奥斯卡金像奖   |                            |                                     |        |               |
| 最佳导演             | 贝尼特·米勒                | 提名                                | [ 17 ] |               |
| 最佳男主角           | 史提夫·加維                | 提名                                | [ 17 ] |               |
| 最佳男配角           | 马克·鲁法洛                | 提名                                | [ 17 ] |               |
| 最佳原创剧本         | E·麦克斯·弗赖伊與丹·福特曼 | 提名                                | [ 17 ] |               |
| 最佳化妆与发型设计   | 比尔·科森與Dennis Liddiard | 提名                                | [ 17 ] |               |
| 第72届金球奖         | 最佳剧情片                 |                                     | 提名   | [ 18 ]        |
| 第72届金球奖         | 最佳剧情类男主角           | 史提夫·加維                         | 提名   | [ 18 ]        |
| 第72届金球奖         | 最佳男配角                 | 马克·鲁法洛                         | 提名   | [ 18 ]        |
| 坎城影展             | 金棕榈奖                   | 贝尼特·米勒                         | 提名   | [ 19 ]        |
| 坎城影展             | 最佳导演                   | 贝尼特·米勒                         | 獲獎   | [ 20 ] [ 21 ] |
| 英国电影学院奖       | 最佳男配角                 | 马克·鲁法洛                         | 提名   | [ 22 ]        |
| 英国电影学院奖       | 最佳男配角                 | 史提夫·加維                         | 提名   | [ 22 ]        |
| 美国制片人工会奖     | 最佳电影                   | 梅根·艾利森、Jon Kilik、贝尼特·米勒 | 提名   | [ 23 ]        |
| 第19届卫星奖         | 最佳男主角                 | 史提夫·加維                         | 提名   | [ 24 ]        |
| 第19届卫星奖         | 最佳男配角                 | 马克·鲁法洛                         | 提名   | [ 24 ]        |
| 第21届美国演员工会奖 | 最佳男主角                 | 史提夫·加維                         | 提名   | [ 25 ]        |
| 第21届美国演员工会奖 | 最佳男配角                 | 马克·鲁法洛                         | 提名   | [ 25 ]        |
| 美国编剧工会奖       | 最佳原创剧本               | E·麦克斯·弗赖伊與丹·福特曼          | 提名   | [ 26 ]        |